# Déi Gréng
De Gröna (lux: Déi Gréng; fr: Les Verts; ty: Die Grünen) är ett grönt politiskt parti i Luxemburg. Partiet bildades den 23 juni 1983. 
Partiet är anslutet till Globala gröna och European Greens.

## Historik
Vid valet 1984 erövrade partiet två platser i deputeradekammaren.
1985 splittrades déi gréng i två partier:
- GLEI (Gröna Listan, Ekologiskt Initiativ)
- GAP (Gröna Alternativpartiet)

Båda ställde upp i valet 1989, där de erövrade två mandat vardera. 
1994 ställde de två partierna upp med en gemensam valsedel och fick 11 % av rösterna och fem mandat.
I EU-parlamentsvalet samma år erövrade man ett av Luxemburgs sex mandat i Europaparlamentet.
1995 gick de båda gröna partierna åter samman i ett parti.
Partiets EU-parlamentariker Jup Weber ogillade dock samgåendet, hoppade av déi gréng och bildade partiet Gröna och liberala alliansen.  
I valen 1999 tappade déi gréng väljarstöd. Man fick denna gång bara 9 % av rösterna men behöll sina fem platser i kammaren. Man lyckades även återerövra sin plats i EU-parlamentet.
2004 gick man åter fram i valet och erövrade ytterligare två platser i kammaren. I EU-parlamentsvalet fick man 15 % av rösterna och blev landets tredje största parti men lyckades inte vinna något ytterligare mandat. 